# دانييل زوييف
دانييل زوييف هو لاعب كرة قدم روسي في مركز الوسط، ولد في 16 أغسطس 1996 في بيرم في روسيا. لعب مع أمكار بيرم وزينيت سانت بطرسبرغ.